# Seznam prezidentů Malty

Vlajka maltského prezidenta
Poměr stran: 2:3

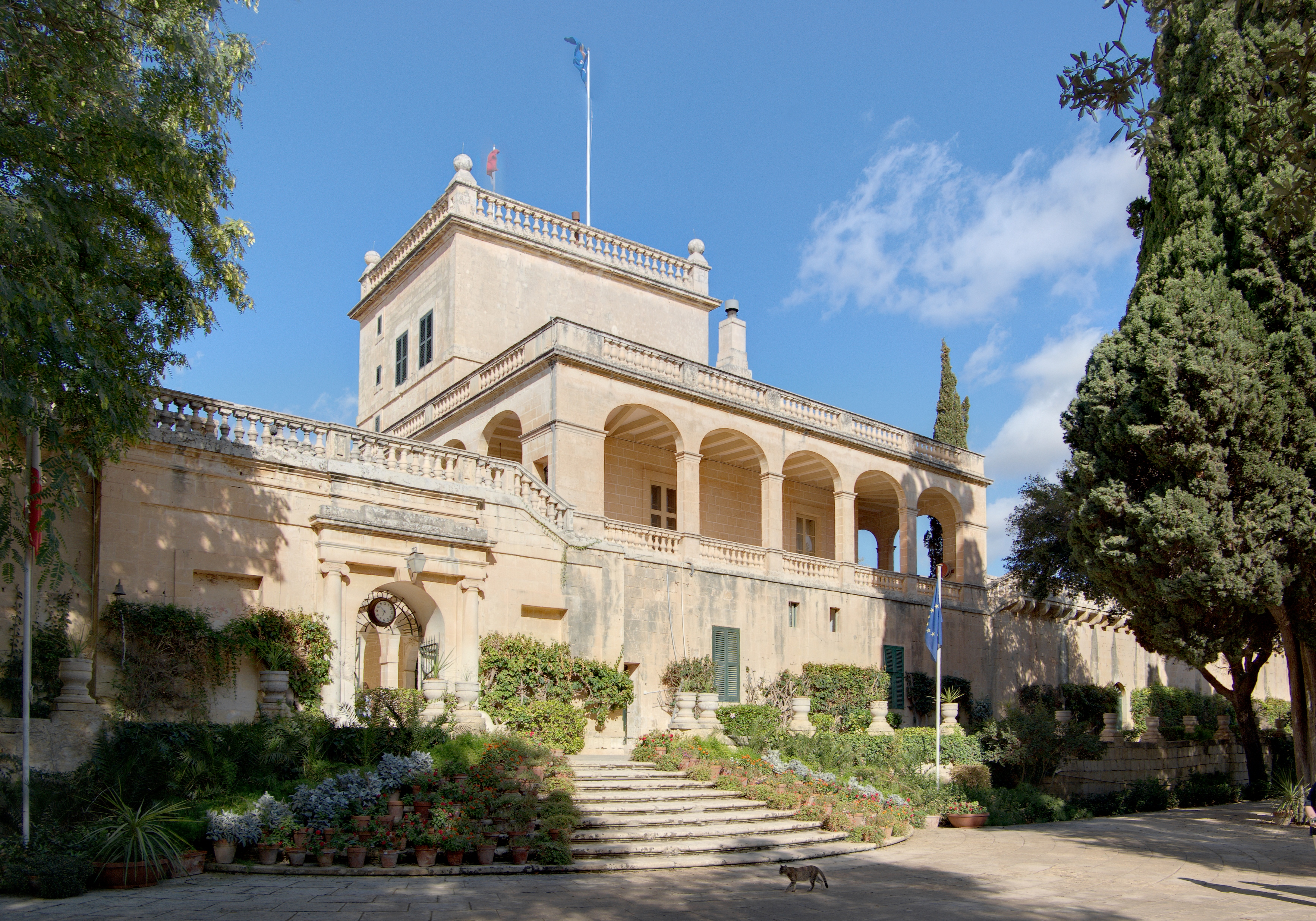
Sídlo maltského prezidenta San Anton Palace

Seznam prezidentů Malty zahrnuje všechny hlavy státu od 13. prosince 1974, kdy Malta vyhlásila republiku. Pětiletá funkční období prezidentům začínají zpravidla 4. dubna. Maltský prezident sídlí v San Anton Palace, který v letech 1623–1636 postavil Maltézský řád jako letní sídlo pro svého velmistra Antoine de Paule.
| č.  | Osoba                      | ve funkci od      | ve funkci do      |
| --- | -------------------------- | ----------------- | ----------------- |
| 1.  | Sir Anthony Mamo           | 13. prosinec 1974 | 27. prosinec 1976 |
| 2.  | Anton Buttigieg            | 27. prosinec 1976 | 27. prosinec 1981 |
|     | Albert Hyzler (Prozatímní) | 27. prosinec 1981 | 15. únor 1982     |
| 3.  | Agatha Barbara             | 15. únor 1982     | 15. únor 1987     |
|     | Paul Xuereb (Prozatímní)   | 15. únor 1987     | 4. duben 1989     |
| 4.  | Vincent Tabone             | 4. duben 1989     | 4. duben 1994     |
| 5.  | Ugo Mifsud Bonnici         | 4. duben 1994     | 4. duben 1999     |
| 6.  | Guido de Marco             | 4. duben 1999     | 4. duben 2004     |
| 7.  | Edward Fenech Adami        | 4. duben 2004     | 4. duben 2009     |
| 8.  | George Abela               | 4. duben 2009     | 4. duben 2014     |
| 9.  | Marie Louise Coleiro Preca | 4. duben 2014     | 4. duben 2019     |
| 10. | George Vella               | 4. duben 2019     | 4. duben 2024     |
| 11. | Myriam Spiteri Debono      | 4. duben 2024     | úřadující         |